# إدغار نيلسون رودس
إدغار نيلسون رودس (بالإنجليزية: Edgar Nelson Rhodes)‏ هو سياسي كندي، ولد في 5 يناير 1877 في أمهرست في كندا، وتوفي في 15 مارس 1942 في أوتاوا في كندا. حزبياً، نشط في حزب كندا المحافظ.

## مناصب
- انتخب عضو مجلس العموم الكندي عن دائرة Cumberland (federal electoral district) [الإنجليزية]‏ (26 أكتوبر 1908 – 6 ديسمبر 1921).
- انتخب رئيس مجلس العموم الكندي [الإنجليزية]‏ (18 يناير 1917 – 5 مارس 1922).
- انتخب عضو مجلس الشيوخ الكندي (20 يوليو 1935 – 15 مارس 1942).
- انتخب عضو مجلس نواب نوفا سكوتيا (25 يونيو 1925 – 11 أغسطس 1930).
- انتخب عضو مجلس العموم الكندي عن دائرة Richmond—West Cape Breton [الإنجليزية]‏ (11 أغسطس 1930 – 20 يوليو 1935).
- انتخب رئيس وزراء نوفا سكوتيا [الإنجليزية]‏ (16 يوليو 1925 – 11 أغسطس 1930).